# Tomas Björk (konstvetare)
Ej att förväxla med matematikern och professorn Tomas Björk (matematiker) (1947–2021)
Bo Tomas Björk, född 18 december 1947 i Katarina församling i Stockholm, är en svensk konstvetare och professor emeritus.
Tomas Björk är son till riksdagsledamoten Kaj Björk och journalisten Marja, ogift Friberg, brorson till Leif Björk samt sonson till Eva Jancke-Björk. Han disputerade 1997 på en avhandling om konstnären August Malmström och är i sin forskning särskilt inriktad på historiemåleri, 1800-talets visuella kultur och postkolonial teori. Han har varit professor vid Konstvetenskapliga institutionen på Stockholms universitet. Han är författare till bland annat August Malmström: grindslantens målare och 1800-talets bildvärld (1997), Bilden av "Orienten" – exotism i 1800-talets svenska visuella kultur (2011) och Julius Kronberg – måleriets triumfator (2016).
Han är sedan 1989 gift med Inger Zander (född 1946), med vilken han har en son (född 1980).